# Les Anarchistes (film)
Les Anarchistes è un film del 2015 diretto da Élie Wajeman.

## Premi
- Premi Lumière
  - 2016: miglior fotografia (David Chizallet)